# Schleppkegel

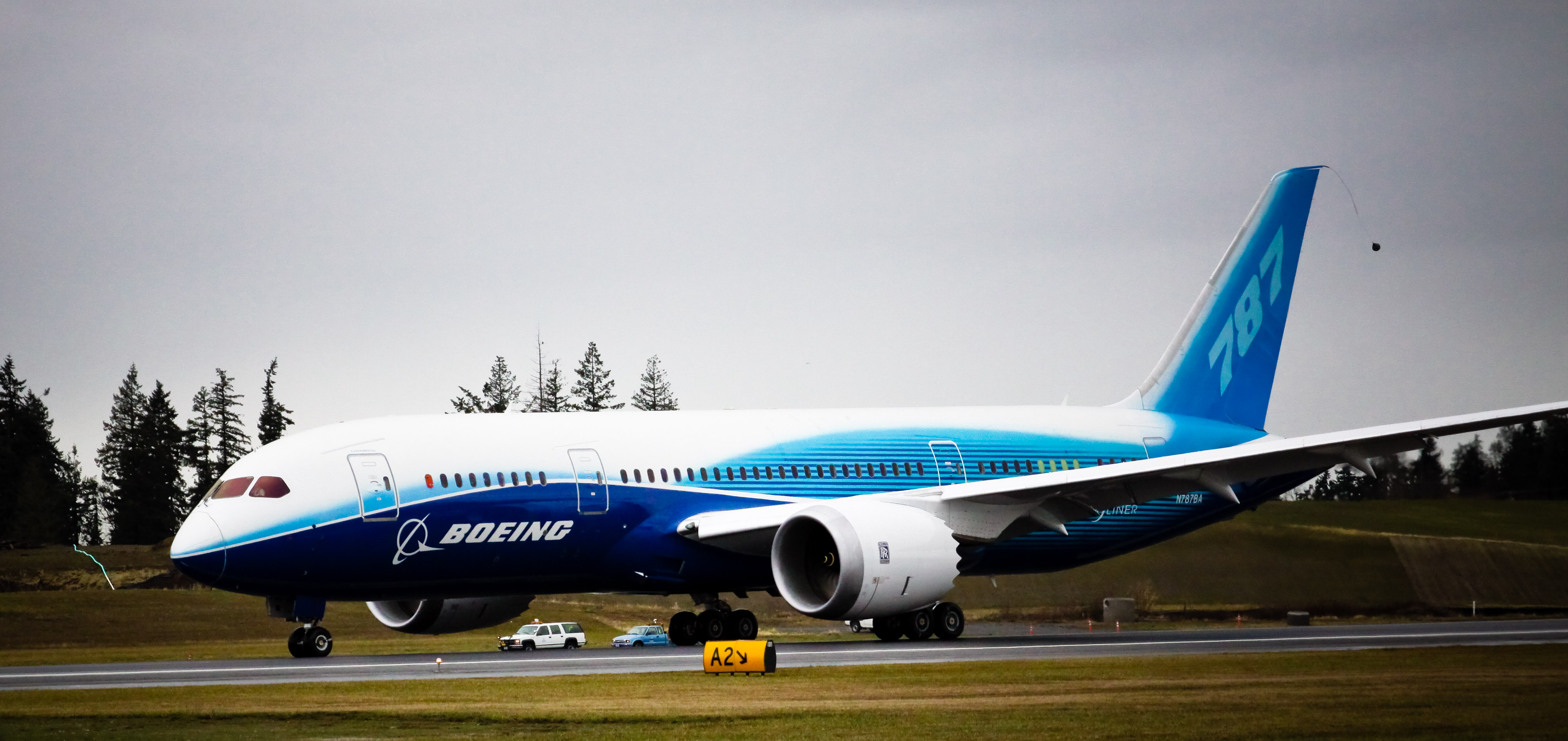
Eine Boeing 787 während der Testphase: Am Seitenleitwerk hängt ein Schleppkegel.

Der Schleppkegel, genauer die Kegelschleppsonde, dient der Kalibrierung der auf statischem Druck basierenden Messinstrumente eines Fluggeräts.
Hierbei stellt der Schleppkegel den beruhigten statischen Druck der umgebenden Erdatmosphäre als Referenzdruck bereit. Dieses erfolgt, indem der Schleppkegel während des Kalibrierungsfluges hinter dem Fluggerät hergezogen wird. Die Entfernung zum Fluggerät muss ausreichend groß sein, so dass die umgebende Luft als nahezu ungestört vom eigentlichen Fluggerät bezeichnet werden kann.

## Funktionsweise
Der Schleppkegel besteht aus den Hauptkomponenten Kegel und Schlauch. Zur Messung wird der statische Druck über dem Schlauch als Referenz genutzt. Der Kegel dient überwiegend zur Stabilisierung und als aerodynamischer Widerstand, um den Schlauch aus dem Fluggerät zu ziehen.